# Иш-Йокин
Иш-Йокин (Госпожа Тикаля; правила в 511 — после 527 года) — девятнадцатая правительница древнего майяского царства Мутуль со столицей в Тикале.

## Биография
Иш-Йокин взошла на престол в 511 году и наследовала Чак-Ток-Ичаку ІІI, став второй известной женщиной на троне Мутульского царства (первой была Иш-Уне-Балам). На момент коронации ей было всего восемь лет.
Предположительно, её соправителем и мужем был Каломте-Балам, один из военачальников Чак-Ток-Ичака ІІI.
Примерно после 527 года Иш-Йокин и Каломте-Баламу наследовал Чак-Ток-Ичак IV, который, вероятно, был их сыном.